# Tuffi agli VIII Giochi panamericani
Le competizioni di tuffi agli VIII Giochi panamericani si sono svolte a San Juan, in Porto Rico, dal 1° al 15 luglio 1979.

## Risultati

### Uomini
| Evento                     | Oro           | Perform. | Argento      | Perform. | Bronzo       | Perform. |
| Trampolino 3m (dettagli)   | Greg Louganis |          | Phil Boggs   |          | Carlos Girón |          |
| Piattaforma 10m (dettagli) | Greg Louganis |          | Carlos Girón |          | Phil Boggs   |          |

### Donne
| Evento                     | Oro                | Perform. | Argento        | Perform. | Bronzo         | Perform. |
| Trampolino 3m (dettagli)   | Denise Christensen |          | Janet Thorburn |          | Janet Nutter   |          |
| Piattaforma 10m (dettagli) | Barbara Weinstein  |          | Janet Thorburn |          | Linda Cuthbert |          |

## Medagliere
| Posizione | Nazione     | Oro | Argento | Bronzo | Totale |
| --------- | ----------- | --- | ------- | ------ | ------ |
| 1         | Stati Uniti | 4   | 3       | 1      | 8      |
| 2         | Messico     | 0   | 1       | 1      | 2      |
| 3         | Canada      | 0   | 0       | 2      | 2      |
| Totale    | Totale      | 4   | 4       | 4      | 12     |